# Cortador de cabelo

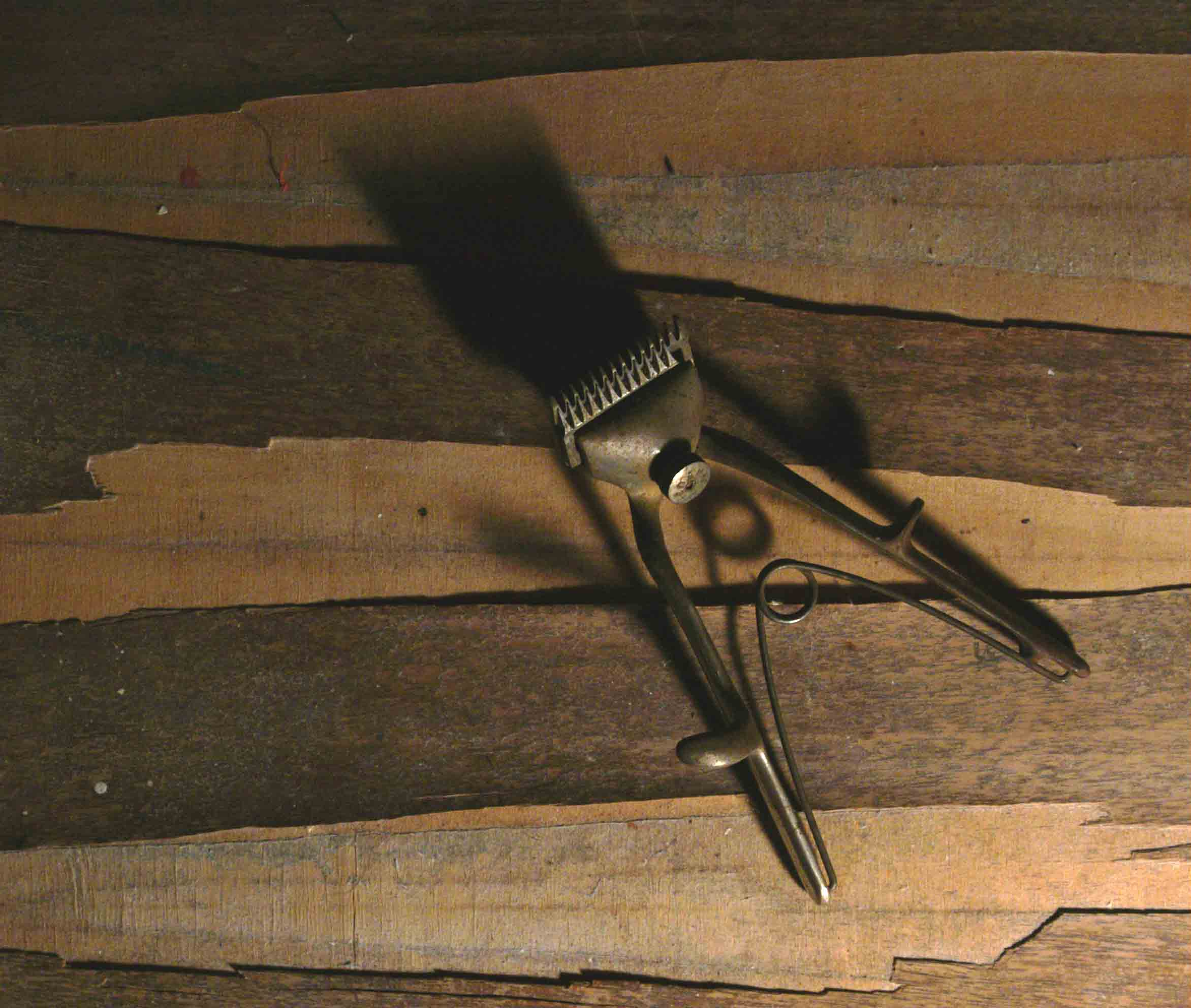
Um cortador de barba manual

Um cortador de cabelo (muitas vezes conhecido individualmente pelos vários cortadores de cabelo de maneira semelhantes à tesoura) é um instrumento usado para cortar o cabelo humano. Eles funcionam da mesma forma que as tesouras, porém são diferentes das próprias tesouras e das navalhas. Implementos semelhantes, porém mais pesados, servem para tosar ovelhas, mas são chamados de peças de mão ou tesouras de máquina.

## Princípio de operação
Os cortadores de cabelo possuem um par de lâminas afiadas em forma de pente que entram em contato próximo uma sobre a outra e o lado que desliza de maneira lateral em relação ao outro, um mecanismo manual ou elétrico para fazer com que as lâminas oscilem de um lado para o outro, e uma alça. O aparador se move de forma com que o cabelo fique posicionado entre os dentes do pente e cortado como uma tesoura quando uma lâmina desliza lateralmente em relação à outra. O atrito entre as lâminas deve ser o mais baixo possível, o que se obtém pela escolha do material e do acabamento e pela lubrificação frequente.

## Cortadores manuais

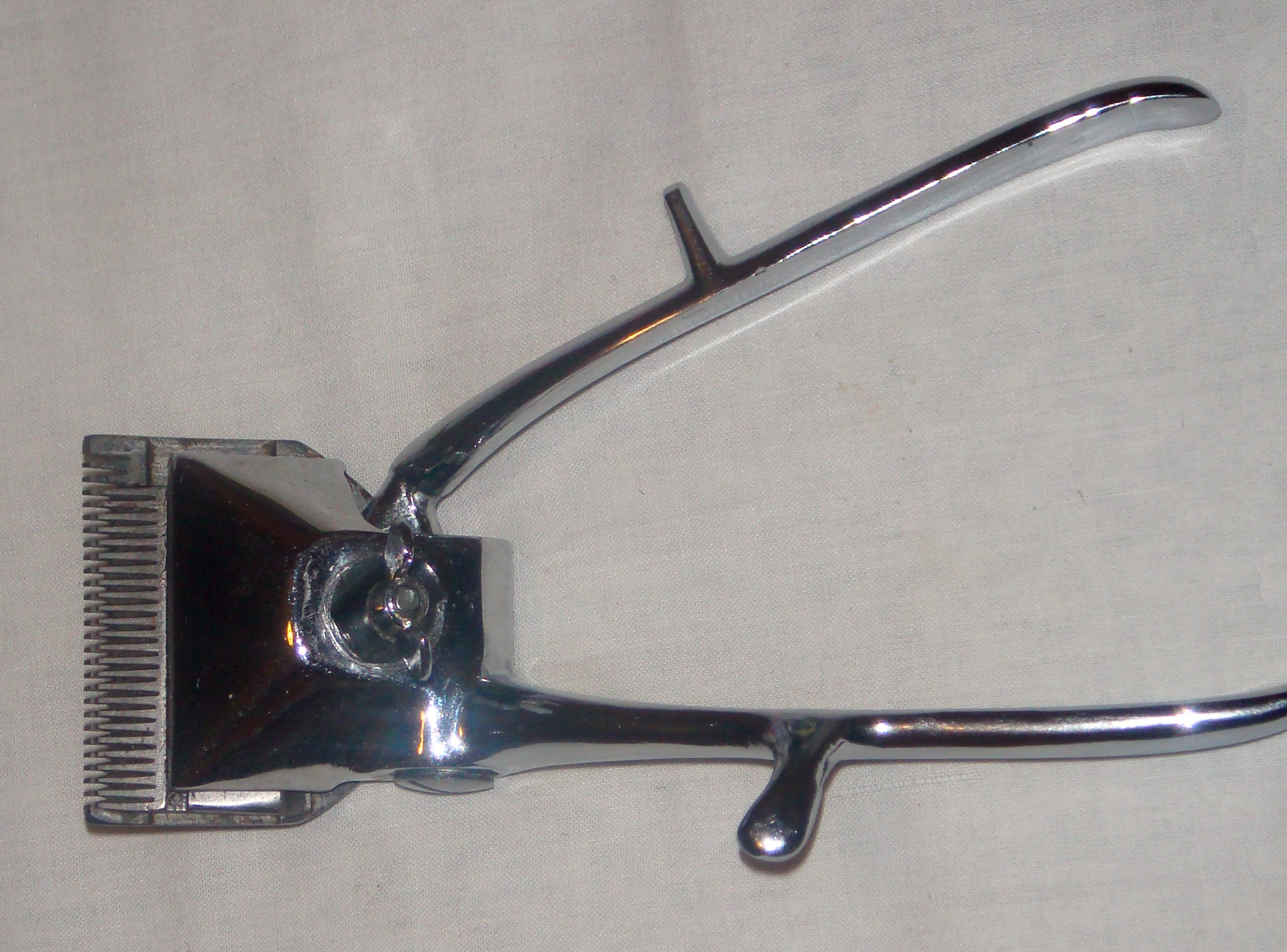
Cortador operado manualmente

Os cortadores de cabelo são operados através de um par de alças que são apertadas e soltas de forma alternada. Os barbeiros os usavam para cortar cabelo rente e rápido. O cabelo foi preso em mechas e a cabeça foi rapidamente depilada. Esses cortes de cabelo se tornaram populares entre os meninos, principalmente nas escolas, e também entre os jovens nas forças armadas e nas prisões.
Os cortadores manuais foram inventados entre 1850 e 1890 por Nikola Bizumić (1823-1906), um barbeiro sérvio. Apesar de terem sido amplamente usados no passado distante, o advento e a redução no custo das máquinas elétricas contribuíram para a substituição em grande parte às máquinas manuais. Alguns barbeiros nos países do Ocidente continuam a usá-las para aparar. Eles também são usados no exército russo: quando os recrutas entram no campo de treinamento, eles cortam o cabelo rente à pele, algumas vezes com tesouras manuais.

## Cultura
Na Grécia, os estudantes do sexo masculino tiveram suas cabeças raspadas com um cortador de cabelo manual desde o início do século 20 até seu fim em 1982. A mesma prática aconteceu nas forças armadas, onde os recrutas tinham a cabeça raspada ao pisar no campo de treinamento. Nas décadas de 50 e 60, foi aprovada na Grécia uma lei que estabelece que raspar a cabeça com tesouras manuais deveria ser usado como castigo para jovens capturados pela polícia, como teddyboys e prostitutas. Esta prática passou a valer para os hippies gregos e jovens de esquerda durante o regime militar de 1967-73. O corte de cabelo deixou de ser obrigatório na Grécia em 1982.
Os cortadores de cabelo manuais são muito usados por barbeiros na Índia para fazer cortes curtos nas costas e nas laterais. Judeus ortodoxos evitam cortar as laterais de suas cabeças. Entre os homens muçulmanos, alguns consideram haraam cortar mais do que um punhado de barba.

## Cortadores elétricos

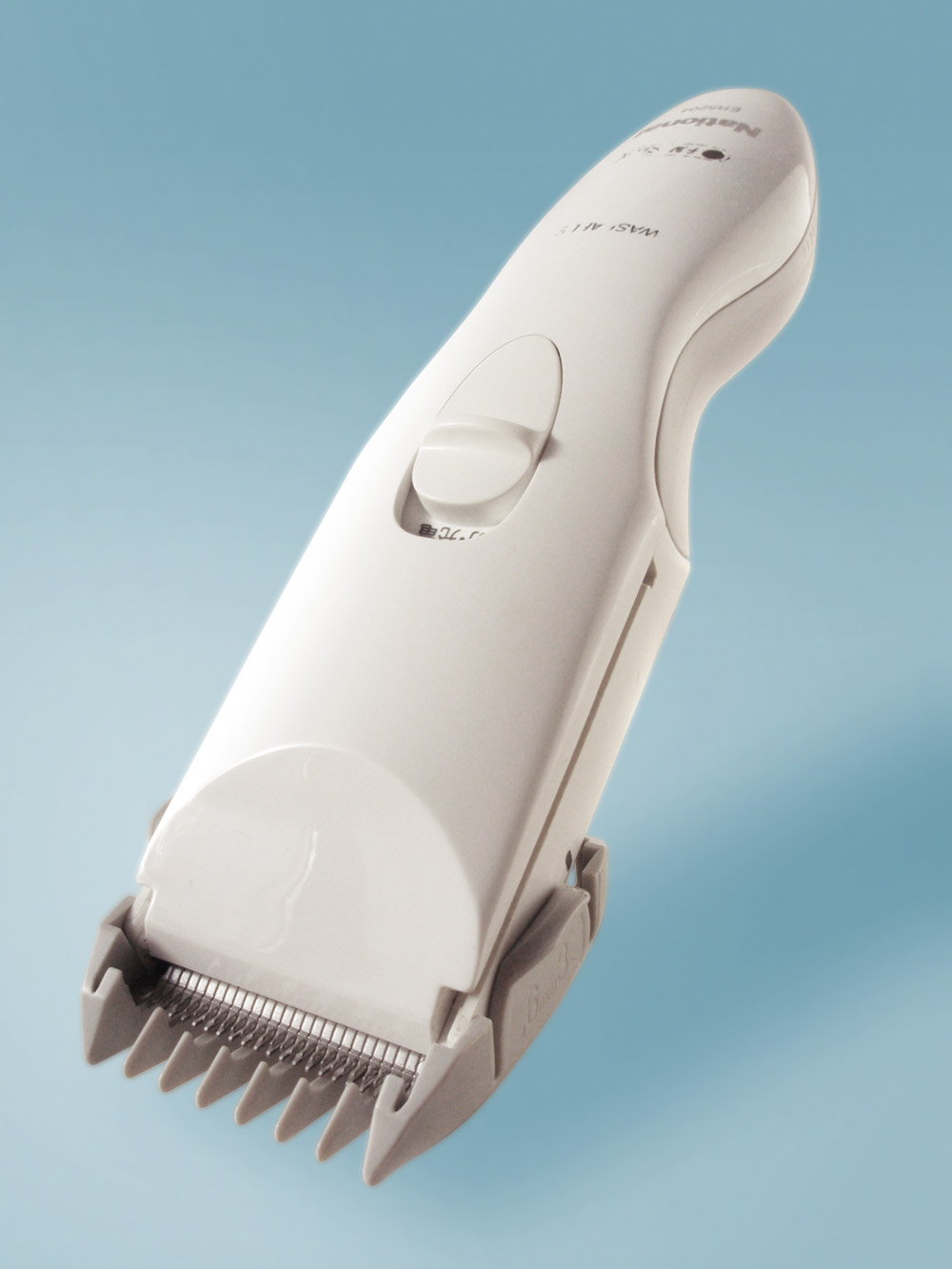
Um cortador elétrico

Os cortadores de cabelo elétricos funcionam semelhantemente aos manuais, mas são acionados por um motor elétrico que faz com que as lâminas oscilem de um lado para o outro. Eles substituíram de maneira gradual os modelos manuais em muitos países. Três tipos diferentes de motores são usados na produção do cortador: magnético, rotativo e pivô. O estilo rotativo pode funcionar por corrente contínua ou fonte de eletricidade de corrente alternada. As tesouras de estilo pivô e magnéticas usam forças magnéticas que vêm do enrolamento do fio de cobre ao redor do aço. A corrente alternada cria um ciclo para atrair e relaxar uma mola que cria a velocidade e o torque que aciona o cortador na lâmina de pentear.
Leo J. Wahl inventou a primeira máquina de cortar cabelo elétrica. Ele projetou a princípio um massageador de mão para seu tio, Dr. Frank Wahl. Frank Wahl abriu uma fábrica em Sterling, em Illinois, para produzir e vender o massageador Leo. Durante esse tempo, Leo vendia massageadores para vários barbeiros e enxergou uma oportunidade de aprimorar as ferramentas usadas pelos barbeiros na época.

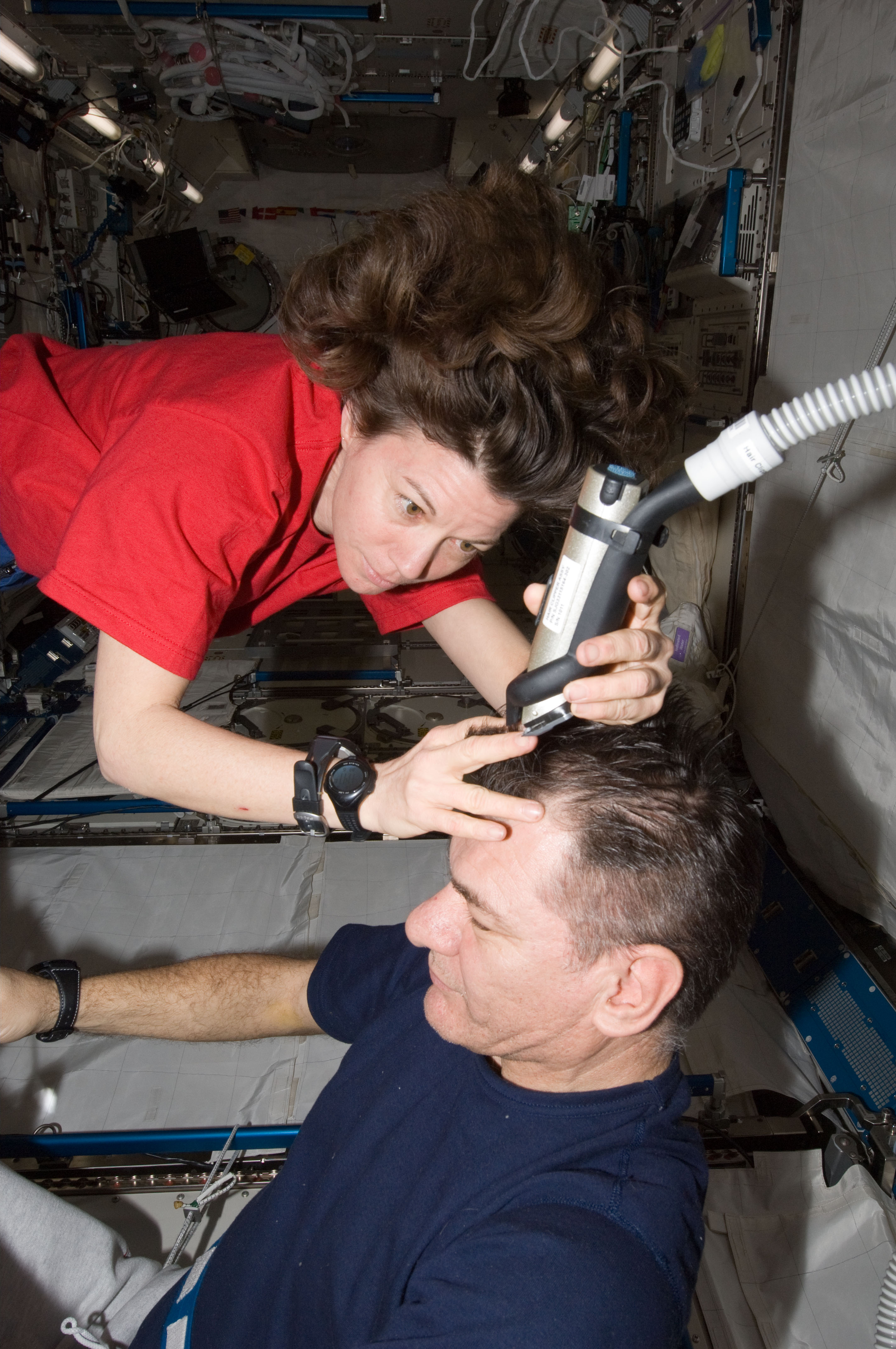
Um astronauta corta o cabelo de outro na Estação Espacial Internacional. Um cortador Wahl acoplado a um aspirador de pó foi usado para remover as aparas de cabelo que flutuavam livremente.

Leo Wahl ficou com o negócio de manufatura de seu tio depois que Frank saiu para servir na Guerra Hispano-Americana em 1898. Ele continuou trabalhando em suas invenções e, em 1921, patenteou seu último projeto de uma invenção que já tinha mais de uma década - a primeira máquina de cortar cabelo elétrica. Em um ano, a Wahl Manufacturing havia fabricado e vendido milhares de tosquiadeiras em todos os Estados Unidos e, em 1921, Leo mudou o nome da empresa para Wahl Clipper Corporation. Quando Leo J. Wahl morreu, em 20 de maio de 1957, ele tinha mais de 100 pedidos de patente em seu nome. Seus descendentes cuidam da empresa ainda hoje. A Wahl Clipper é hoje líder mundial na fabricação de produtos para o comércio profissional de salão de beleza e barbearia, higiene pessoal do consumidor e tosa de animais. Os produtos Wahl existem em 165 países ao pelo mundo.
Em 1921, Mathew Andis Sr. iniciou na indústria de tosquiadeiras elétricas. A produção dessas tesouras começou no porão de sua casa, com a ajuda de Anna, sua esposa. Andis vendeu suas tesouras elétricas de porta em porta e um ano depois fundou a Andis OM Manufacturing, ao lado de John Oster e Henry Meltzer. Após os três homens se separaram, Mathew fundou a Andis Clipper Company no ano seguinte. Hoje, a Andis Company continua sendo uma empresa familiar. Em 1928, a John Oster Manufacturing Company entrou no mercado de tosquiadeiras elétricas. Em 1960, a John Oster Manufacturing Co. foi adquirida pela Sunbeam Corporation. A Oster continua fabricando tosquiadeiras hoje, mas também é conhecida por seus utensílios de cozinha, incluindo torradeiras, fornos, liquidificadores, etc. A Wahl Clipper Corporation, a Andis Company e a Oster Company estão no mercado até hoje e são muito bem-sucedidas na indústria de tosquiadeiras, assim como muitas outras empresas, como a Kim Laube & Co. A Kim Laube & Co é especializada em tosquiadeiras com poder suficiente para a indústria de tosa de animais e tem o compromisso de manter sua fabricação nos EUA.

### Manutenção
As lâminas dos cortadores de cabelo elétricos devem ser lubrificadas com frequência. Cada grande fabricante de máquinas de cortar cabelo vende sua própria marca de óleo de máquina. Os cortadores também podem ser mantidos com spray aerossol, que serve para refrigerar, desinfetar, lubrificar, limpar e prevenir ferrugem. É possível descobrir o que contém em um produto desse tipo visualizando a ficha de dados de segurança do produto online. O óleo Wahl Hair Clipper, por exemplo, é simplesmente um óleo mineral que vem um frasco com um conta-gotas.
Muitos cortadores de cabelo para uso doméstico usam um motor vibratório que move a lâmina em alta frequência de ressonância. Às vezes, o motor sai de sintonia e faz um barulho alto. Há um parafuso na lateral que serve para regular o motor para trazê-lo de volta à ressonância. Deve-se desligar o cortador e girar o parafuso meia volta no sentido anti-horário. Depois, ligar o cortador novamente e o zumbido alto deve parar, indicando que o motor voltou à ressonância. Não é preciso nenhum ajuste adicional. O motor irá transferir potência máxima para a lâmina nesta configuração.

### Lâminas
| Tipo de lâmina de corte                                      | Tamanho da lâmina Oster | Tamanho da guarda comum | Cabelo restante | Cabelo restante | Cabelo restante |
| Tipo de lâmina de corte                                      | Tamanho da lâmina Oster | Tamanho da guarda comum | Polegadas       | Milímetros      | Crescimento     |
| ------------------------------------------------------------ | ----------------------- | ----------------------- | --------------- | --------------- | --------------- |
| Lâminas de corte fino (também se referem a lâminas zero)     |                         |                         |                 |                 |                 |
| #000000                                                      |                         | 1⁄250                   | 0.10            | 5 horas         |                 |
| #00000                                                       |                         | 1⁄125                   | 0.20            | 10 horas        |                 |
| #0000                                                        |                         | 1⁄100                   | 0.25            | 15 horas        |                 |
| #0000A                                                       |                         | 1⁄75                    | 0.34            | 20 horas        |                 |
| #000                                                         |                         | 1⁄50                    | 0.51            | 1 dia           |                 |
| #0A                                                          |                         | 3⁄64                    | 1.2             | 1.75 dia        |                 |
| Lâminas de corte grosso médio (#1, #1A, #1.5)                |                         |                         |                 |                 |                 |
| #1                                                           | 0.5                     | 1⁄16                    | 1.6             | 3.5 dias        |                 |
| #1A                                                          | 1                       | 1⁄8                     | 3.2             | 1 semana        |                 |
| #1.5                                                         |                         | 5⁄32                    | 4.0             | 8.75 dias       |                 |
| Lâminas de corte grosso completo (#1.75, #2, #3.5 and #3.75) |                         |                         |                 |                 |                 |
| #1.75                                                        | 1.5                     | 3⁄16                    | 4.8             | 10.5 dias       |                 |
| #2                                                           | 2                       | 1⁄4                     | 6.4             | 2 semanas       |                 |
| #3.5                                                         | 3                       | 3⁄8                     | 9.5             | 3 semanas       |                 |
| #3.75                                                        | 4                       | 1⁄2                     | 13              | 4 semanas       |                 |
| Lâminas de corte mais longo                                  |                         |                         |                 |                 |                 |
| 5/8 H/T                                                      | 5                       | 5⁄8                     | 16              | 5 semanas       |                 |
| 3/4 H/T                                                      | 6                       | 3⁄4                     | 19              | 6 semanas       |                 |

 :54

## Material da lâmina
As lâminas são geralmente feitas de aço inoxidável que resiste à ferrugem. Cortadores de cerâmica estão disponíveis; eles não estão sujeitos à corrosão e permanecem mais afiados devido a uma maior resistência ao desgaste do que as lâminas de metal. Eles permanecem frios ao toque, apesar do uso bastante prolongado, pois a cerâmica é um mau condutor de calor. Porém, as lâminas de cerâmica são frágeis e facilmente quebráveis, e mais caras para substituir do que as lâminas de metal. 